# Black Element Software
Black Element Software je společnost sídlící v Praze. Vývojářský tým společnosti má momentálně (říjen 2010) patnáct zaměstnanců na plný úvazek.[zdroj?]
Kořeny studia se však datují do 90. let. Tehdy Filip Doksanský, Petr Kadleček a David Veselý fungovali jako skupina Insanity. Soustředili se na tvorbu her pro Amigu. Jejich prvním vydaným titulem byla v roce 1996 hra Testament I. V roce 1998 pak vydali druhý díl. Kromě toho vydali dema Revenge! a Graveyard. Po roce 1998 došlo k útlumu tvorby a tým se začal soustřeďovat na platformu PC. V té době vytvořili engine Enforce, který vznikl ze stejnojmenné hry, která vznikala pro Amigu. Kadleček s Doksanským pak v roce 2000 založili Black Element Software.
V roce 2004 studio vyvinulo první hru Shade: Wrath of Angels, akční titul vydaný firmou Cenega Publishing. V roce 2007 vyrobili akční FPS Alpha Prime. Studio poté spolupracovalo s Bohemia Interactive na vývoji datadisku ke hře Arma: Armed Assault, a to Arma: Queen's Gambit.
Dne 30. září 2010 se Black Element Software, spolu s Centauri Production a ALTAR Games spojil s firmou Bohemia Interactive. Od té doby funguje jako pražská pobočka firmy Bohemia Interactive. Pod Bohemia Interactive tým vytvořil Carrier Command: Gaea Mission, akční hru se strategickými elementy.

## Vydané hry

### Insanity
- 1996 – Testament
- 1998 – Testament II

### Black Element Software
- 2004 – Shade: Wrath of Angels
- 2007 – Alpha Prime
- 2007 – Arma: Queen’s Gambit

### Pražská pobočka Bohemia Interactive
- 2012 – Carrier Command: Gaea Mission
- 2014 – Take On Mars[8]